# Emblyna sublatoides
Emblyna sublatoides är en spindelart som först beskrevs av Ivie och Barrows 1935.  Emblyna sublatoides ingår i släktet Emblyna och familjen kardarspindlar. Inga underarter finns listade i Catalogue of Life.